# Karolina Jonderko
Karolina Jonderko (* 1985 Rydułtowy) je polská fotografka, členka agentury Napo Images.

## Životopis
Je absolventkou Varšavské filmové školy a Národní filmové, televizní a divadelní školy Leona Schillera v Lodži. Byla stipendistkou Ministerstva kultury a národního dědictví a absolventkou mentorského programu Napo Images. Absolvovala stáž v agentuře Magnum Photos v New Yorku. Od roku 2011 měla v Polsku devět samostatných výstav. Ve své práci se zaměřuje na důsledky ztráty. V roce 2021 získala cenu World Press Photo .

## Ceny a výstavy
Byla laureátkou mimo jiné v těchto soutěžích:
- Ideas Tap & Magnum Photos Award
- Grand Press Photo
- Foto Visura[2]